# أشرف قاسم
أشرف قاسم، من مواليد 25 يوليو 1966 ، لاعب منتخب مصر وأندية الزمالك والهلال السعودي السابق، شارك مع المنتخب المصري في كأس العالم 1990 بإيطاليا.

## مسيرته مع المنتخب
كانت أول مباراة دولية له مع منتخب مصر ضد منتخب ساحل العاج عام 1985، وشارك في 70 مباراة مع المنتخب، وكان ضمن تشكيلة المنتخب في بطولات أمم أفريقيا 1986، 1988، 1994، وكان صاحب ركلة الترجيح التي حسمت لقاء الكاميرون في بطولة 1986.

## الألقاب
مع الزمالك:
- الدوري المصري الممتاز: (4)

1983-1984و 1987-1988 و1991-1992 و1992-1993
- كأس مصر: (1)

1988
- بطولة أفريقيا للأندية أبطال الدوري: (3)

1984و 1986 و1996
- كأس السوبر الأفريقي:

1997
مع منتخب مصر:
- كأس الأمم الأفريقية: (1)

1986
ألقاب شخصية:
- كاس أفضل ناشئ 1984
- كاس أفضل اخلاق 1986
- كاس أفضل لاعب عربي 1987
- كاس أفضل اخلاق 1990
- أفضل لاعب مصري موسم 1991-1992
- أفضل لاعب عربي 1992
- ثانى أفضل لاعب عربي 1993
- أفضل مدافع وثانى أفضل لاعب في الدوري السعودي 1994-1994

## وصلات خارجية
- أشرف قاسم على موقع الاتحاد الدولي (مؤرشف)  (الإنجليزية)
- أشرف قاسم على موقع قاعدة بيانات كرة القدم.إي يو (الإنجليزية)
- أشرف قاسم على موقع ناشيونال فوتبول تيمز (الإنجليزية)
- أشرف قاسم على موقع عالم كرة القدم.نت (الإنجليزية)
- أشرف قاسم على موقع كووورة
- http://www.national-football-teams.com/v2/player.php?id=18373
- http://www.footballdatabase.eu/football.joueurs.ashraf.kasem.61707.en.html